# مارینو مازه
مارینو مازه (ایتالیایی: Marino Masé؛ زاده ۲۱ مارس ۱۹۳۹ – درگذشته ۲۸ مهٔ ۲۰۲۲) بازیگر و صداپیشه اهل ایتالیا بود.
از فیلم‌هایی که وی در آن نقش داشته‌است، می‌توان به میل به تماشا، یک کارآگاه، پلنگ، امانوئل – خشونت علیه زنان چرا؟، عشق و ازدواج، قتل‌های هفتگانه بانوی سرخ‌پوش و پلی متل اشاره کرد.

## زندگی‌نامه
مازه در تریسته متولد شد و هنوز نوجوان بود که به گروه بازیگران جوان کمپانی تولید فیلم فرانکو کریستالدی پیوست. او تحت آموزه‌های آلساندرو فرسن بازیگری را آموخت. او اولین کار تئاتر خود را در سال ۱۹۶۰ به کارگردانی ویسکونتی و اولین فیلم خود را در سال ۱۹۶۱ بازی کرد.
ماسه در ۲۸ مه ۲۰۲۲ در سن ۸۳ سالگی در رم درگذشت.